# Al-Bara
Koordinaten: 35° 41′ 0″ N, 36° 32′ 0″ O
Al-Bara, arabisch البارة, DMG al-Bāra, seltener El-Barah, moderner Ort al-Kafr, in der Antike Kapropera; war die größte frühbyzantinische Stadt im Gebiet der Toten Städte im Nordwesten von Syrien. Die Siedlung wurde im 4. Jahrhundert gegründet, erlebte vom 5. bis zum 7. Jahrhundert ihre Blütezeit und wurde im 12. Jahrhundert verlassen.

## Lage
Al-Bara liegt im Gouvernement Idlib auf etwa 700 Meter Höhe im kargen Hügelland des Dschebel Zawiye (auch Dschebel Riha), dem südlichen Teil des nordsyrischen Kalksteinmassivs. Der Ort ist 35 Kilometer südlich von Idlib über Ariha erreichbar. Von Maarat an-Numan führt eine Straße nach Westen über die Kleinstadt Kafr Nabl (10 Kilometer) und weiter über die kleine antike Siedlung Ba'uda zu der gut erhaltenen Ruinenstadt Serjilla. Nach al-Bara, vier Kilometer nordwestlich, besteht von Serjilla eine neue direkte Straßenverbindung. Die moderne Kleinstadt al-Kafr mit einigen Lebensmittelläden wirkt gepflegt und expandiert entlang den Ausfallstraßen. In ihrer Umgebung werden, wie bereits in der Antike, Oliven, Trauben und auf kleinen, durch Lesesteinmauern abgeteilten Parzellen Getreide angebaut. Des Weiteren gedeihen Mandeln, Feigen, Pfirsiche und in Hausgärten Granatäpfel. Das Ruinengelände beginnt jenseits eines Wadis in einem sanften Tal einige 100 Meter östlich des Ortes.

## Geschichte
Von den etwa 700 frühbyzantinischen Siedlungen im Gebiet der Toten Städte gab es außer Kapropera (al-Bara) nur zwei weitere Orte in der Größenordnung von Städten, die beide im Norden lagen: das Pilgerzentrum Telanissos (Deir Seman) und das Verwaltungszentrum Kaprobarada (Brad). Al-Bara war das Verwaltungszentrum der südlichen Region Apamene und der Stadt Apameia zugeordnet. Es war Sitz eines Bischofs der Syrisch-Orthodoxen Glaubensrichtung, der dem Erzbischof von Antiochia untergeordnet war.

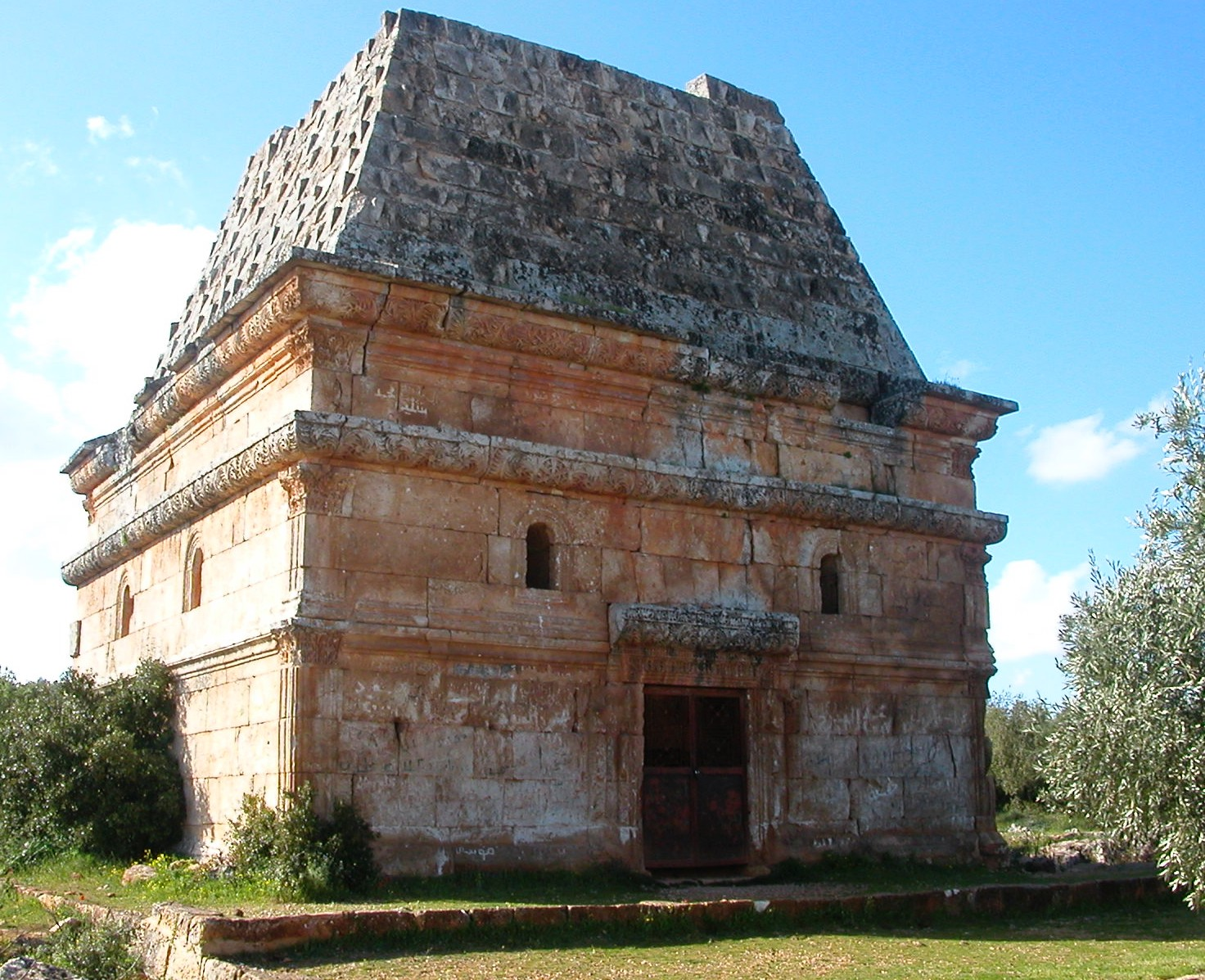
Größeres der beiden Pyramidengräber

Während bei anderen Orten der Region eine anfängliche Besiedelung bereits ab dem 1. Jahrhundert n. Chr. nachgewiesen ist, stammen die ältesten Bauten von al-Bara aus dem Ende des 4. Jahrhunderts. Anfang 5. Jahrhundert entstanden die ersten drei Kirchen. Die älteste, um das Jahr 400 erbaute Kirche war ein kleiner Bau, der im 5. und 6. Jahrhundert mehrfach erweitert wurde. Die beiden folgenden Kirchen waren große Basiliken. Die Blütezeit der Stadt lag im 5. und 6. Jahrhundert und wurde durch die Überflussproduktion von Olivenöl, Wein und Getreide ermöglicht. Besonders bis etwa 470 n. Chr. ist ein schnelles Wachstum der Wohnbebauung feststellbar. Bei der persischen und arabischen Eroberung der römischen Ostprovinzen Anfang des 7. Jahrhunderts blieb al-Bara unversehrt; wie bei den anderen Orten im Bergland wanderten die meisten christlichen Einwohner im darauffolgenden Jahrhundert allmählich in die Ebenen ab. Bis 1098 gehörte al-Bara zur orthodoxen Kirchenprovinz Apamea. Das Bistum Albara des lateinischen Patriarchats von Antiochien bestand von 1098 bis 1148. 
Die arabische Festung von Abu Safyan einige 100 Meter nordöstlich der Stadt dürfte in dieser Zeit errichtet worden sein. Eine jüdische Minderheit lebte ebenfalls unter islamischer Vorherrschaft, die zeitgleich mit der Belagerung von Antiochia am 25. September 1098 mit der Eroberung und Besetzung al-Baras durch ein Teilheer des Ersten Kreuzzugs unter Raimund von Toulouse beendet wurde. Das Kreuzfahrerheer befand sich nach der Eroberung Antiochias 1098 auf einem Raubzug zur Beschaffung von Proviant für den bevorstehenden Winter, der sie über Rugia und al-Bara bis Maarat an-Numan führte und der dort in einem grausamen Massaker gipfelte. Al-Bara wurde ins neugegründete Fürstentum Antiochia eingegliedert. Die Kreuzfahrer setzten aus ihren Reihen den katholischen Kleriker Peter von Narbonne als Bischof von al-Bara ein. Zuvor hatte es kein orthodoxes Bistum in al-Bara gegeben und so wurde Bischof Peter 1099 sogar vom orthodoxen Patriarchen von Antiochia, Johannes IV. bestätigt und geweiht. In den Jahren 1104 bis 1105, 1119 bis 1122 und 1123 bis 1130 besetzte der muslimische Emir von Aleppo den Ort, jedes Mal anschließend eroberten ihn die Kreuzfahrer aus Antiochia zurück, bis er 1148 endgültig an die Muslime unter Nur ad-Din fiel. Nachdem der Ort von heftigen Erdbeben in den Jahren 1157 und 1170 weitgehend zerstört worden war, wurde er Ende des 12. Jahrhunderts verlassen. Die heutige Siedlung gründete sich Anfang des 20. Jahrhunderts.

## Stadtbild
Das heutige Ruinenfeld erstreckt sich über 3 × 2 Kilometer an einem nach Osten geneigten Hang, der von wenigen Fahrwegen, aber praktisch keinen Fußpfaden durchzogen wird. Die Ruinen liegen verstreut in Olivenhainen, kleinen, abgegrenzten Parzellen mit Getreideanbau oder Weintrauben und teilweise im Gebüsch versteckt.
Einige große Ölpressen und erhaltene Ruinen von Gebäuden, in denen Trauben gepresst wurden, verweisen auf die Grundlagen des damaligen Wohlstandes.

### Pyramidengräber

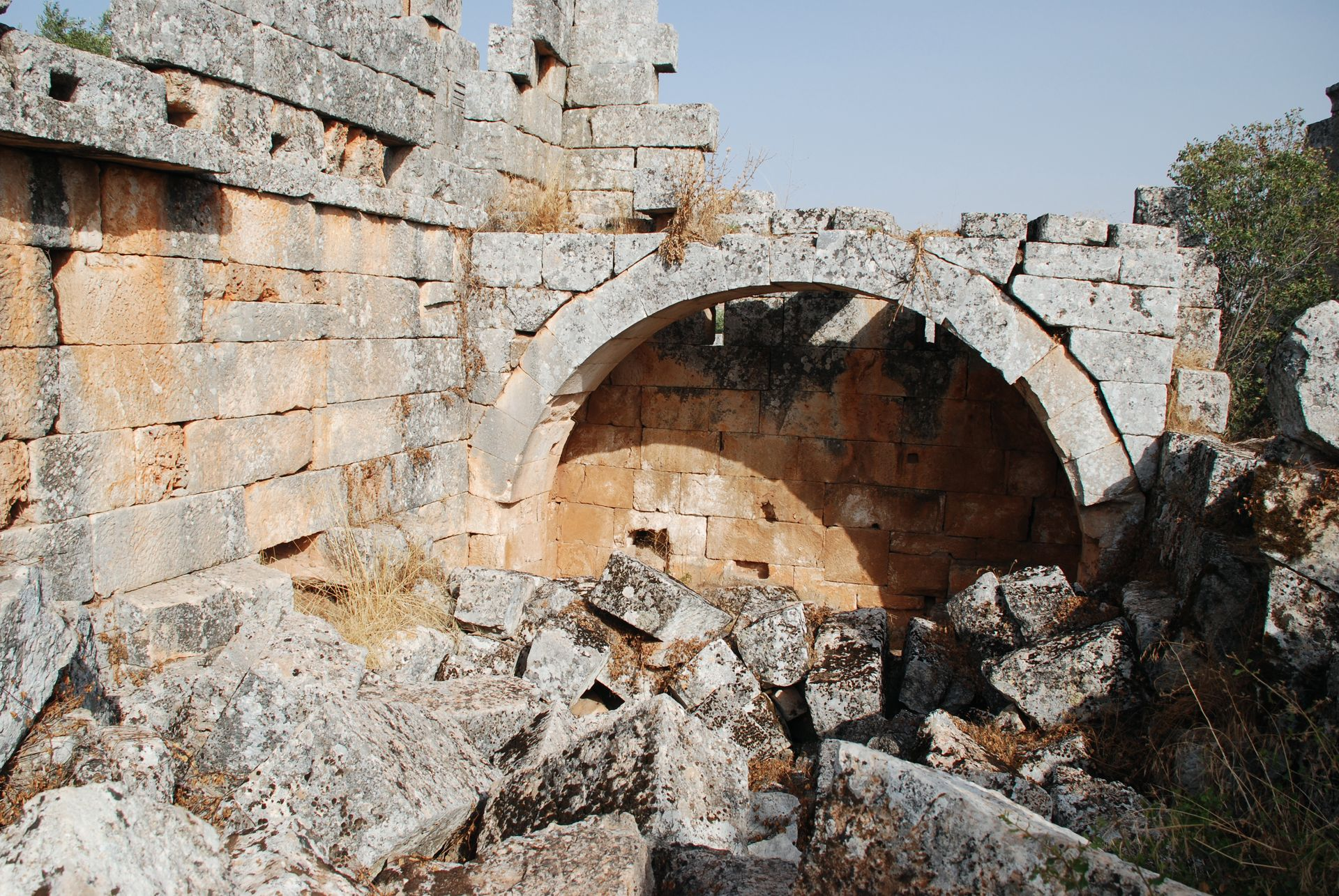
In dem eingestürzten überwölbten Erdgeschossraum befand sich eine Traubenpresse. Der Durchlass für die Trauben ist in der unteren Steinlage in der Mitte der linken Wand zu sehen. An der Außenwand sind an dieser Einfüllöffnung ein steinerner Trichter am Boden und eine griechische Inschrift erhalten

Im Zentrum und am Westrand der antiken Stadt stehen zwei Pyramidengräber aus dem 6. Jahrhundert etwa 200 Metern voneinander entfernt. Sie entsprechen der hellenistischen Tradition und gehen als Spätform auf das griechische Mausoleum von Halikarnassos zurück. Das Dach des kleineren Grabmals ist vollständig erhalten, beim größeren fehlt die Spitze des Daches, dafür weist es eine sorgfältige Baudekoration auf: Die Wände werden durch drei umlaufende Gesimsbänder mit feinsten Rankenornamenten am mittleren Band und an der Traufe gegliedert. Über den beiden Rundbogenfenstern an jeder Seite laufen die Ranken in Kreuz- oder Christusmedaillons als Abwehrsymbole zusammen. Die Wandecken sind als reliefierte Pilaster mit korinthischen Kapitellen angelegt. Im Innern sind entlang der Wände fünf Steinsarkophage mit denselben Medaillons aufgestellt. Weiter südlich befindet sich eine große, aus dem Felsen gehauene unterirdische Grabkammer (Hypogäum) mit drei, von Säulen getragenen monolithischen Rundbögen am Eingang.

### Kirchen
Insgesamt gab es fünf, mit E 1 bis E 5 bezeichnete Kirchen in der Stadt, die heute weitgehend zerstört sind. Alle waren dreischiffigen Basiliken und besaßen, wie in der Region üblich, eine halbrunde Apsis an der Ostseite, die von zwei Nebenräumen flankiert war. Anfang des 5. Jahrhunderts entstanden die drei ersten Kirchen, zwei weitere große Kirchenbauten folgten.
Im Norden außerhalb lag die große Basilika El Hosn (E 1), die nach der Qualität der Bauausführung ebenso wie die Gemeindekirchen im Zentrum von qualifizierten städtischen Handwerkern ausgeführt worden sein musste. Diese Basilika besaß in den Mittelschiffswänden Architrave, die auf Säulen mit einfachen Konsolenkapitellen ruhten. Die Form des Konsolenkapitells wurde von hier ausgehend an vielen Kirchen und weiterhin an Wohngebäuden im Dschebel Zawiye übernommen. Dieses einfache Kapitell findet sich auch in der älteren Säulenarkadenbasilika von Ruweiha und wurde später allgemein mit toskanischen, ionischen und korinthischen Gestaltungen kombiniert. Die Basilika El Hosn nimmt als einer der größten syrischen Sakralbauten mit 56 Meter Länge und 29,5 Meter Breite eine Sonderstellung ein und diente vermutlich als Pilgerkirche. Für diese Funktion spricht ihre Lage am Ortsrand und dass sie von einem ummauerten, 100 × 60 Meter großen Temenos umgeben war. Bei ihr trugen die unteren Säulen Konsolenkapitelle, diejenigen im Obergeschoss verschiedene Formen von korinthischen Kapitellen. Eventuell war bei El Hosn die Westseite durch einen Vorbau mit zwei Ecktürmen (ähnlich wie in Qalb Loze) betont. In islamischer Zeit wurde sie als Festung genutzt.
El Hosn und die große Stadtkirche (Hauptkirche) aus der Mitte des 5. Jahrhunderts besaßen eine Empore über den Seitenschiffen und wurden wegen ihrer ähnlichen und aufwendigen Baudekoration vermutlich von denselben Handwerkern erbaut und vor 470 fertiggestellt. Die Konstruktion der beiden Hochwände erfolgte im Erdgeschoss mit Architraven, im Obergeschoss mit Rundbögen über Säulen. Die Apsis war von seitlichen Nebenräumen umgeben und lag innerhalb einer geraden Ostwand. Es gab vermutlich drei Eingänge in der Südfassade, zwei im Westen und zwei an der Nordseite. Im Westen war ein Narthex vorgebaut. Die Länge betrug einschließlich Narthex 34,6 Meter und die Breite 16,9 Meter. Vor der Nordostecke befand sich ein einschiffiger Bau mit einer Apsis. Den ersten Grundriss der Stadtkirche fertigte Howard Crosby Butler um 1900, Georges Tchalenko korrigierte die Pläne in den 1950er Jahren. Christine Strube konnte in den 1970er Jahren neun Kapitelle des Erdgeschosses, zwölf des Obergeschosses und vier Kapitelle von Pfeilervorlagen in den Trümmern ausfindig machen. Alle waren im korinthischen Stil, teilweise mit windbewegtem Akanthus.
Korinthische Kapitelle, besonders die aufwändigste Form mit windbewegtem Akanthus, Akanthusfriese und Blattranken bildeten allgemein das Dekorationsprogramm von al-Bara, das sich stilbildend auf die anderen Orte des Dschebel Zawiye auswirkte.

### Kloster

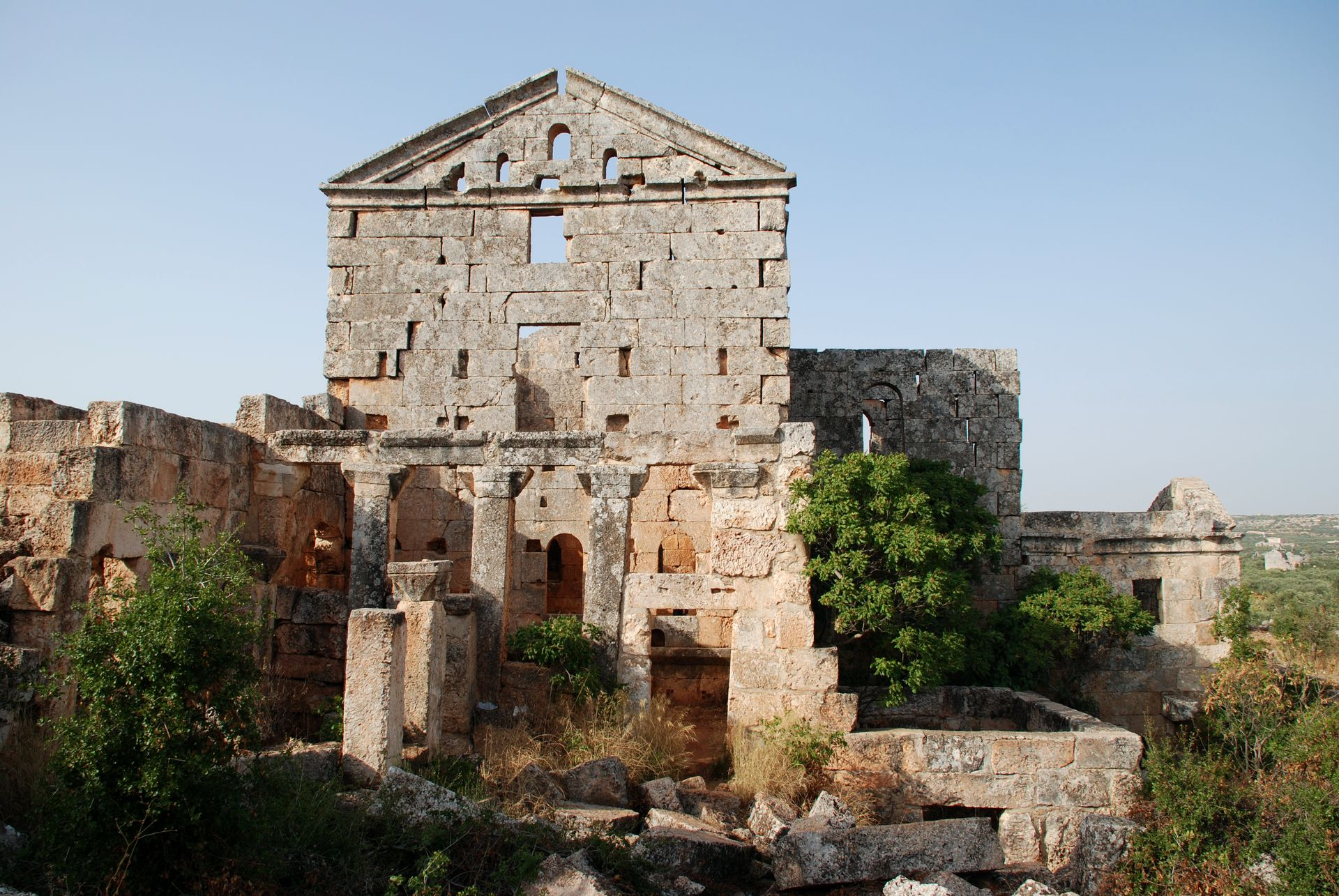
Kloster Deir Sobat von Süden

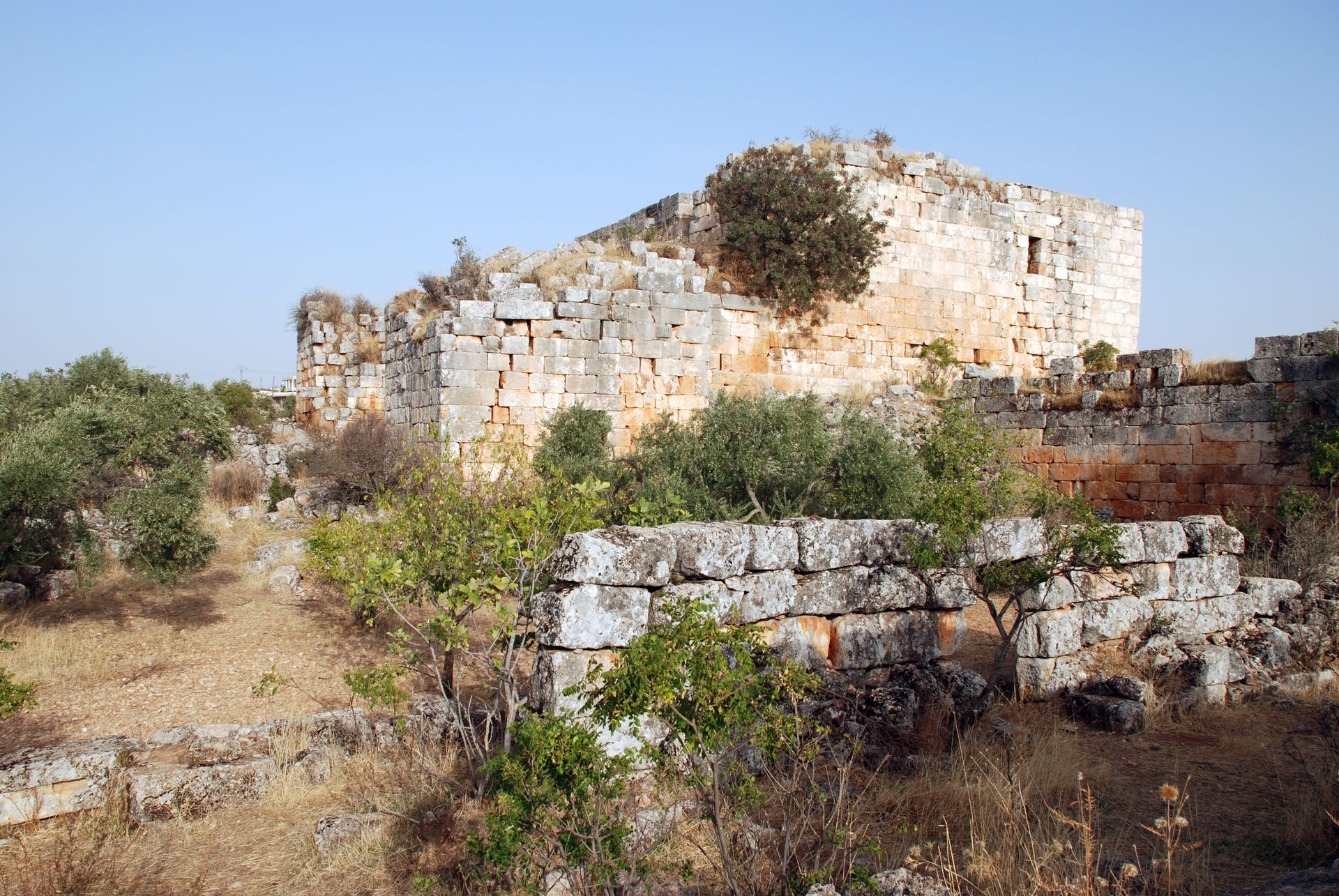
Donjon des Qalat Abu Safyan

Im Dschebel Zawiye gab es, im Unterschied zum Norden, nur wenige Klöster, die sich fast alle in der Nähe von al-Bara befanden. Etwa 500 Meter südwestlich unterhalb des Ortes am Wadi liegt die gut erhaltene Ruine des Klosters Deir Sobat mit teilweise rekonstruierten Mauern. Die Anlage aus dem 6. Jahrhundert zeigt sich heute als ein teilweise überwachsenes, von einer Mauer umschlossenes Trümmerfeld, in dessen Mitte ein verschachtelter Gebäudekomplex mit einem dreigeschossigen Hauptbau liegt. Auf einer Rekonstruktionszeichnung des französischen Reiseschriftstellers und Diplomaten Melchior Comte de Vogüé, der in den 1860er Jahren die Toten Städte bereiste und erstmals detailliert beschrieb, ist südlich angrenzend ein zentraler Hof zu sehen, der von einem winkelförmigen, zweigeschossigen Gebäudetrakt umschlossen wird. Der große Saal des Hauptbaus ist von Gängen und Nebenräumen umgeben. Ein quadratischer Raum an der Ostseite wurde als Oratorium genutzt. Das Klosterleben war auf diesen Raum hin orientiert, spielte sich also wie bei anderen Klöstern im Süden innerhalb der Mauern ab. Im Unterschied dazu standen bei den Klöstern im Norden, wie in Deir Seman zu sehen, separate Kirchengebäude in der Nachbarschaft.

### Qalat Abu Safyan
Das arabische Qalat Abu Safyan besteht aus einem dreigeschossigen Donjon mit 4 bis 5 Meter dicken Mauern, deren Kalksteinquader gröber gefügt sind als die der byzantinischen Gebäude. Bei dieser Mauerstärke verblieben im Innern nur kleine, fast lichtlose Räume. Von seinem Dach sind eine Umfassungsmauer mit zwei Ecktürmen und innerhalb des Gevierts die Grundmauern einiger Nebengebäude zwischen Gestrüpp und Oliven erkennbar. Nach einer Geschichte, die eine Ursprungslegende für die Einführung des Islam darstellt, lag die Gründung der Festung bei dem vorislamischen, jüdischen König Abu Safyan. Dessen Tochter Luhaifa heiratete einen Abd al-Rahman, beide konvertierten zum Islam und wurden von Abu Safyan verfolgt. Als es zur Schlacht kam, besiegten die Muslime ihren Gegner mit Unterstützung durch den Engel Dschibril und das ganze Land fiel in deren Hände.